# Martha Remmert

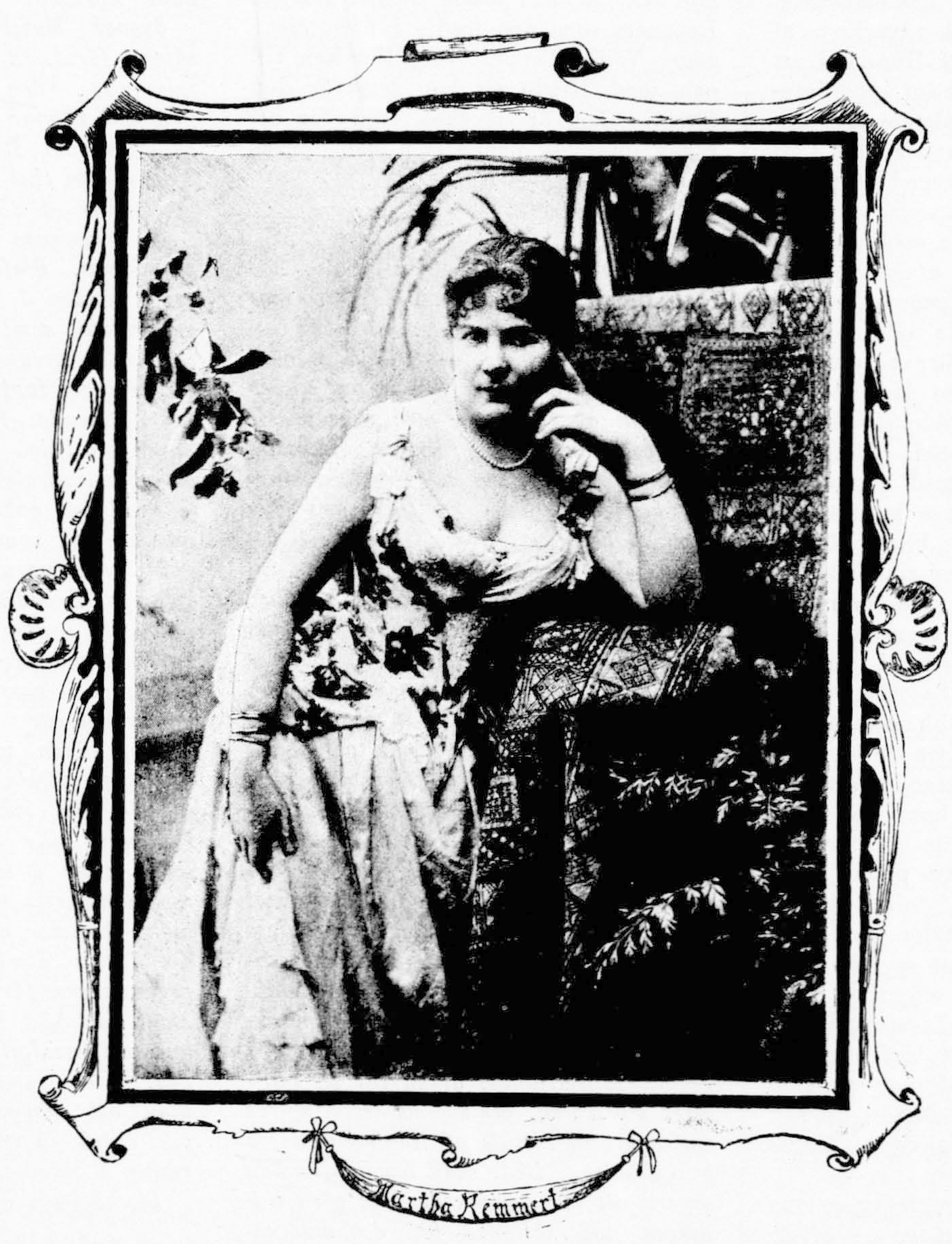
Martha Remmert, um 1891

Martha Remmert (* 4. August 1853 in Groß Schwein, Landkreis Glogau, Provinz Schlesien; † 24. Januar 1941 in Neuses bei Coburg) war eine deutsche Pianistin, Musikpädagogin, Komponistin, Dirigentin, Musikfestmanagerin und Musikschriftstellerin.

## Herkunft und Familie
Martha Remmert war die Tochter von Otto Remmert (1824–1883), Königlicher Oberamtmann auf einem Königlichen Gut in Groß-Schwein bei Glogau, und seiner aus Lebus stammenden Ehefrau Elwine geb. Wegener (1832–1919). Sie hatte mindestens drei Geschwister: Margarethe (1856–1940), Gertrud Remmert (1863–1944), Musikerin, Malerin und Dichterin, und Adalbert Remmert (1869–1936), Leibarzt des Kaisers Wilhelm II. Verwandt war Martha Remmert über ihre Tante Franziska Otto geb. Wegner (1838–1892) mit Berthold Otto. Mit seiner Familie pflegte sie einen engen Kontakt.

## Leben und Wirken

### Kindheit und Jugend
Martha Remmert wuchs im Schloss in Groß-Schwein auf und erhielt ihren ersten Klavierunterricht bei ihrer Mutter Elwine sowie einem Hauslehrer der Familie. Von 1860 bis 1865 erhielt sie in Glogau Klavierunterricht bei Ludwig Meinardus; 1865 und 1866 von Wilhelm Tappert. Anschließend ging sie nach Berlin, wo sie bei ihrer Großmutter Friederike Remmert wohnte, besuchte dort eine Mädchenschule und nahm gegen den Willen und ohne das Wissen ihrer Eltern stattdessen 1867 ein Klavierstudium auf. 1867 bis 1870 studierte sie bei Theodor Kullak. Anton Rubinstein sorgte nach dem Tod ihrer Großmutter dafür, dass sie von der Großfürstin Elena Pawlowna eine finanzielle Unterstützung für ihre weitere Ausbildung erhielt. Remmert erhielt Privatunterricht bei Carl Tausig bis zu dessen Tod im Jahr 1871.

### Schülerin von Franz Liszt in Weimar
Vermutlich bei Carl Tausigs letztem Aufenthalt in Leipzig lernte Remmert Franz Liszt kennen. Sie suchte Liszt 1871 in Weimar in dessen Wohnung im Haus der Hofgärtnerei auf und traf ihn dort knapp vor seiner Abreise nach Rom und Budapest am 8. August 1871. Beeindruckt von ihrem pianistischen Können widmete Liszt ihr viel Zeit und spielte gemeinsam mit ihr am 13. August vierhändig bei einer Matinee. Ab 1872 wohnte Remmert in Weimar und wurde Liszts langjährigste Schülerin. Bis 1886 erhielt sie über 1.000 Unterrichtsstunden. Sie lernte dabei Liszts Art des Klavierspiels, seine Auffassung der angemessenen Interpretation seiner und anderer Kompositionen kennen, erfuhr viel über Liszt als Lehrer, über seine Ideologie und ihn als Menschen. Auch lernte Remmert im Laufe der Jahre bei Liszt immer wiederkehrenden Aufenthalten in den Sommermonaten in Weimar viele seiner etwa 260 Schüler kennen, erlebte das gesellige Zusammensein der Lisztianer in Weimar und mit Liszt und schließlich sein letztes Lebensjahr sowie die letzten Stunden Liszts in Bayreuth im Kreis einiger seiner engsten Schüler.

### Konzertreisen und Ruhm als Liszt-Schülerin
Während sich Remmert und Liszt in den Sommermonaten in Weimar zum Musik- und Klavierstudium trafen, waren sie zur Konzertsaison getrennt unterwegs. Von 1873 bis um 1886 baute sich Remmert als Solistin eine internationale Karriere auf. Sie organisierte ihre Konzerttourneen selbst und unternahm ihre Reisen ohne Begleitung. Anfangs halfen ihr einige Empfehlungsschreiben von Liszt, später nutzte sie ihre eigenen Kontakte zu einflussreichen Förderern aus Adelskreisen. Dabei waren die Freundschaften zu Elisabeth von Sachsen-Weimar-Eisenach, Marie von Sachsen-Weimar-Eisenach und Louise von Hessen, Königin von Dänemark, hilfreich.
Remmert gab auf ihren Konzertreisen in den Jahren zwischen 1872 und 1932 über 510 Konzerte, womit sie ihren Lebensunterhalt verdiente. Sie trat in 80 überwiegend mittel- und ostdeutschen und in 55 ausländischen Städten wie Athen, Alexandria, Basel, Bern, Brüssel, Budapest, Bukarest, Den Haag, Genf, Helsinki, Istanbul, Kairo, Konstantinopel, Kopenhagen, London, Lausanne, Prag, Wien, Riga, St. Petersburg, Stockholm und Warschau auf. Dabei spielte sie auf ihr vom Klavierfabrikanten Julius Blüthner zur Verfügung gestellten Konzertflügeln. Im europäischen Raum galt sie als eine der drei besten Pianistinnen ihrer Zeit. In vielen Orten gab sie Zusatzkonzerte. Über 100.000 unbequeme Reise-Kilometer bewältigte sie überwiegend mit Pferdekutschen auf unbefestigten Wegen oder den ersten Eisenbahnen. Darüber verfasste sie einige spannende Reiseberichte.

### Von Weimar nach Berlin
Remmert trat in der Zeit von 1871 bis 1890, in der sie in Weimar ihren Wohnsitz hatte, über 60 Mal in der Stadt in musikalischen Veranstaltungen sowohl bei Liszt, den Schwestern Stahr, der Fürstenfamilie im Schloss als auch bei Hofkonzerten auf. Nach Liszts Tod verlegte sie ihren Wohnsitz ab 1890 nach Berlin und unternahm von 1891 bis 1900 Konzertreisen innerhalb Deutschlands sowie nach Kopenhagen, Stockholm und eine besondere Tournee ins Osmanische Reich 1894/95 bis nach Kairo. Von 1894 bis 1900 begann sie, sich mit Trio- und Beethoven-Abenden einen Namen zu machen. Auch setzte sie sich für die Aufführung der Werke des noch unbekannten Max Reger ein, der ihr dafür zwei seiner Werke widmete. Dann widmete sich Martha Remmert dem institutionalisierten Musikleben. Im Jahr 1900 gründete sie in Berlin die Franz-Liszt-Akademie und 1905 die Franz-Liszt-Gesellschaft. Ihre letzten öffentlichen Konzerte hatte Remmert bei Hermine Prinzessin von Preußen auf Schloss Saabor am 31. Juli 1928 und am 17. Dezember 1928 anlässlich des Geburtstags der Prinzessin in Berlin.

### Gründung der Franz-Liszt-Akademie und Franz-Liszt-Gesellschaft
Remmert gründete im Jahr 1900 die Franz-Liszt-Akademie in Berlin (FLA), die sich in der Ausbildung an Franz Liszt orientierte. In der FLA wurde Unterricht in allen Fächern der Musik erteilt. Remmert bot eine gründliche, breit ausgerichtete musikalische Ausbildung an. Die Ausbildung umfasste Vorbereitungsklassen mit Elementar-, Mittel- und Übergangsstufe, in denen auch Musikgeschichte, Akkordlehre, Analyse, Ensemble- und Primavistaspiel sowie technische Übungen vermittelt wurden. Besonders Frauen sollten im Partiturlesen und -spielen, im Dirigieren und in Komposition unterrichtet werden.
Außerdem gründete sie 1905 in Berlin eine Franz-Liszt-Gesellschaft (FLG), die in ihrer Art die erste überhaupt war, und leitete die Gesellschaft als Direktorin. Hauptgrund für die Gründung war, dass es um das Andenken an Franz Liszt und dessen Œuvre etwa 20 Jahre nach seinem Tod nicht gut bestellt war. Sie wollte mit einer FLG nicht nur einem allgemeinen Vergessen von Liszts Person und seinen Kompositionen entgegentreten, sondern auch in Liszt’scher Wohltätigkeitsgesinnung den neuesten Begleiterscheinungen der modernen Musikrezeption, also den sich verschlechternden sozialen Verhältnissen vieler Musiker und Musikerinnen entgegenwirken. Sie hielt Vorträge über Liszt und veranstaltete Musiknachmittage zu seinem Gedenken, bis sie sich mit dem aufkommenden Nationalsozialismus im Jahr 1933 im Alter von 80 Jahren aus der Öffentlichkeit nach Neuses bei Coburg zurückzog.

### Letzte Jahre in Neuses bei Coburg
In Neuses war Remmert nicht mehr als Musikerin tätig. Sie widmete sich der Pflege ihrer kranken Schwester Margarethe Benda und verfasste 1929/30 ein Drehbuch für einen Stummfilm über Franz Liszt. Das Drehbuch ging angeblich 1934 in Ungarn verloren. Sie übernahm auch die Übersetzung von Patrick Carnegie Simpsons Buch The Fact of Christ. Vier Wochen nach ihrer Schwester Margarethe starb Martha Remmert am 24. Januar 1941 im Alter von 87 Jahren in Coburg.
Ihre Schwester Gertrud Remmert sandte 1944 eine Auswahl der beruflichen Dokumente Martha Remmerts an das Liszt-Haus-Museum in Weimar, wo sie im Goethe- und Schiller-Archiv nach 70 Jahren wiederentdeckt und ausgewertet wurden.
Die Grabstätte von Martha Remmert auf dem Friedhof in Coburg-Neuses besteht nicht mehr. Ihr zu Ehren wurde 2014 aber eine Gedenktafel an der Friedhofskapelle angebracht.

## Liszt-Repertoire
Martha Remmerts Repertoire umfasste zahlreiche Werke von Franz Liszt. Am häufigsten spielte sie von 1871 bis 1900 folgende Werke und Bearbeitungen von Liszt: Mendelssohn/Liszt: Konzertparaphrase über Mendelssohns Sommernachtstraum, Weber/Liszt: Polonaise brillante, Liszt: Phantasie über Motive aus Beethovens Ruinen von Athen, Liszt: 1. Klavierkonzert Es-Dur, Liszt: Ungarische Rhapsodie Nr. 6 und Nr. 15 Schubert/Liszt: Zwölf Lieder, Nr. 4 Erlkönig, Wagner/Liszt: Isoldens Liebestod, Liszt: Fantasie über ungarische Volksmelodien, Liszt: Consolations - six pensées poétiques, Liszt: Totentanz, Schubert/Liszt: Mélodies hongroises d'après Franz Schubert Nr. 2, Liszt: Elégie Nr. 1, Liszt: Liebestraum Nr. 3, Liszt: Études d' exécution transcendante Nr. 9 und Liszt: Tarantelle.

## Wirken als Komponistin
Remmert betätigte sich während einer ausgedehnten Konzertreise im Osmanischen Reich als Komponistin. Es waren unter dem Titel Erinnerung an San Stephano (Musikalische Skizzen), vier Stücke für Klavier (Gondellied, Schlummerlied, Andante espressivo und Valse). Das Deckblatt trägt den handschriftlichen Titel Erinnerungen an San Stephano, Musikalische Scitzen [sic], Herrn u. Frau Tamrácos freundschaftlich zugeeignet von Martha Remmert. Die Komposition wurde um 1905 veröffentlicht mit der Titelseite Seiner Kaiserlichen Majestät dem Sultan Hamid Khan II. ehrfurchtsvoll gewidmet von Martha Remmert Großherzoglich Sächsische Hof Pianistin. Der Pianist Aydin Karlibel hat zwei Klavierstücke von Martha Remmert 2016 auf einer CD unter dem Titel Dogu Masallari – Tales from the Orient eingespielt.

## Wirken als Dirigentin
Anlässlich des 100. Liszt-Geburtstages veranstaltete die Franz-Liszt-Gesellschaft im Saal der Berliner Singakademie ein Konzert, in dem ausschließlich bis dahin kaum gehörte Werke aus dem Liedschaffen des Komponisten erklangen. Die Presse würdigte besonders die Leistung des Martha-Remmert-Solisten-Ensembles. Remmert hatte die Vereinigung mit Berliner Konzert- und Oratoriensängern gegründet und seit 1910 als erste deutsche Dirigentin für Furore gesorgt. Mit diesem Ensemble trat sie als Dirigentin bei den Musikfesten der Franz-Liszt-Gesellschaft 1912 in Sondershausen und 1914 in Altenburg und bei einem Andachtskonzert 1915 auf. Dabei wurden 39 Liszt-Lieder vorgetragen, die bis dahin und auch noch bis in die 1980er Jahre allgemein kaum gewürdigt worden waren. Die Presse lobte Remmert als Dirigentin sowie dafür, die Liszt-Lieder bekannt gemacht zu haben.

## Auszeichnungen
1881 wurde Martha Remmerts von Sophie von Sachsen-Weimar-Eisenach zur Hofpianistin ernannt. 1882 wurde sie Ehrenmitglied des Circolo Promotore Partenopeo Giambattista Vico und erhielt 1883 von der königlich italienischen Bellini-Akademie in Catania, die sie zum Ehrenmitglied ernannte, eine Medaille wegen ihrer Verdienste um die Verbreitung Liszt’scher Kompositionen. In Kopenhagen erhielt sie 1883 den Dannebrogorden und wurde zur Königlich dänischen Kammervirtuosin ernannt. Von der rumänischen Königin Carmen Sylva wurde sie zur Königlich rumänischen Kammervirtuosin ernannt. Zar Alexander III. schenkte ihr 1887 eine mit Diamanten verzierte Brosche und eine Ehrenurkunde. 1892 erhielt sie von Herzog Ernst von Sachsen-Coburg-Gotha die Verdienstmedaille für Kunst und Wissenschaft und von Ernst I. von Sachsen-Altenburg die Verdienstmedaille für Kunst und Wissenschaft in Gold. Johann Albrecht Herzog von Mecklenburg-Schwerin überreichte Remmert 1893 eine Verdienstmedaille in Gold. Mehrere Lorbeerkränze wurden ihr im Laufe der Jahre in Ungarn, wie 1895 von den Mitgliedern des Budapester Vereins der Musikliebhaber, und 1900 in Berlin für die Beethoven-Abende übergeben. 1914 verlieh ihr der Herzog Ernst II. von Sachsen-Altenburg die Verdienstmedaille für Kunst und Wissenschaft in Gold mit Krone.

## Ausstellung 2021
Anlässlich der Liszt-Biennale „Festklänge“ 2021 fand in Zusammenarbeit mit der Klassik Stiftung Weimar im Weimarer Goethe- und Schiller-Archiv vom 20. Mai bis 28. August 2021 die Sonderausstellung Leben für Liszt: Martha Remmert statt, bei der rund 50 ausgewählte Originaldokumente und zahlreiche Konzertplakate zu sehen waren.